# Brisbane City FC
Brisbane City FC (założony jako Azzurri) – australijski klub piłkarski z siedzibą w dzielnicy Newmarket w Brisbane (Queensland), założony w 1952 roku. Zespół występuje w rozgrywkach National Premier Leagues Queensland. W latach 1977 – 1986 występował w rozgrywkach National Soccer League (NSL). Dwukrotny zdobywca pucharu NSL Cup (1977, 1978).

## Historia
Klub Azzurri został założony w 1952 roku. W latach 1960 – 1976 klub występował w rozgrywkach Brisbane Division One. Zdobywając w tym okresie 7-krotnie tytuł mistrzowski, w tym czterokrotnie razy z rzędu w latach 1973 – 1976. W 1973 roku klub Azzurri zmienił nazwę na Brisbane City FC.
W 1977 roku Brisbane City FC przystąpił do rozgrywek krajowej ligi National Soccer League. Brisbane City zainaugurował rozgrywki w NSL w dniu 3 kwietnia 1977 roku w domowym spotkaniu przeciwko Marconi Fairfield. Spotkanie zakończyło się porażką gospodarzy w stosunku 0:2. W inauguracyjnym sezonie klub zajął 10. miejsce w lidze. Ponadto w rozgrywkach NSL Cup w 1977 roku klub dotarł do finału rozgrywek. W finale Brisbane City podejmowało drużynę Marconi Fairfield. Finał zakończył się zwycięstwem drużyny Brisbane City po rzutach karnych (w meczu 1:1, w rzutach karnych 5:3). W 1978 roku  klub ponownie triumfował w rozgrywkach NSL Cup. W finale pokonał zespół Adelaide City w stosunku 2:1.
Brisbane City FC uczestniczył łącznie w 10. sezonach NSL. Osiągając najlepsze wyniki w latach 1979 oraz 1981. W 1979 roku klub zajął 4. miejsce w rozgrywkach ligowych i awansował do serii finałowej. W serii finałowej klub dotarł do finału (tzw. Grand Final), w którym uległ w dwumeczu drużynie Sydney City w stosunku 1:2 (I. mecz 1:0; II. mecz 1:1). W 1981 roku klub zakończył zmagania ligowe na 3. miejscu w tabeli.
Ostatnim sezonem klubu w rozgrywkach NSL był sezon 1986. W sezonie zasadniczym Brisbane City zajął 11. miejsce w Konferencji Południowej. Ostatni mecz w NSL klub rozegrał w dniu 15 września 1986 roku przeciwko drużynie Preston Lions FC. Spotkanie zakończyło się porażką w stosunku 0:4.
Klub Brisbane City po opuszczeniu ligi krajowej NSL, w latach 1987 – 2012 występował w rozgrywkach Brisbane Premier League. Zdobywając w tym okresie 6. tytułów mistrzowskich. W 2013 roku klub Brisbane City FC przystąpił do rozgrywek National Premier Leagues Queensland.

## Sukcesy

### Krajowe
- Finalista Grand Final (1): 1979[a];
- Zwycięzca pucharu NSL Cup (2): 1977, 1978.

### Stanowe
- Mistrz Brisbane Premier League[b] (13): 1961, 1970, 1971, 1973, 1974, 1975, 1976, 1990, 1997, 1999, 2000, 2001, 2008.